# Tubutama
Tubutama est une ville du Mexique dans le nord-ouest de l'État de Sonora.

## Histoire
Tubutama est connue pour la Mission San Pedro y San Pablo del Tubutama qui y a été fondée en 1691 par Eusebio Francesco Chini. La ville était le siège de l'administration religieuse du Pimería Alta (en) pendant une grande partie de la période jésuite et franciscaine pendant la domination coloniale espagnole.